# Короватичи
Короватичи (бел. Каравацічы) — агрогородок, центр Короватичского сельсовета Речицкого района Гомельской области Белоруссии.

## География

### Расположение
В 30 км на юго-запад от Речицы, 12 км от железнодорожной станции Бабичи (на линии Гомель — Калинковичи), 66 км от Гомеля.

### Гидрография
На реке Котынь (приток реки Ведрич), на востоке сеть мелиоративных каналов, в их числе канава Тишковская.

## Транспортная сеть
Рядом автодорога Калинковичи — Гомель. Планировка состоит из прямолинейной длинной улицы почти широтной ориентации, к центру которой с севера присоединяется короткая прямолинейная улица. На юге и севере от главной и почти параллельно ей проходят криволинейные улицы. Застройка двусторонняя, преимущественно деревянная, усадебного типа.

## История
Обнаруженное археологами городище (в 0,8 км на юго-восток от деревни) свидетельствует о заселении этих мест с давних времён. В 1693 году упоминается как деревня в Речицком повете ВКЛ.
После 2-го раздела Речи Посполитой (1793 год) в составе Российской империи. В 1858 году собственность казны. В 1879 году обозначена в Малодушском церковном приходе. Согласно переписи 1897 года действовали школа грамоты, хлебозапасный магазин, магазин, трактир. В 1908 году в Малодушской волости Речицкого уезда Минской губернии.
С 8 декабря 1926 года до 16 июля 1954 года и с 29 ноября 1962 года центр Караваціцкага сельсовета Речицкого, с 20 февраля 1938 года Василевичского, с 29 ноября 1962 года Речицкого районов Речицкого (до 1 июля 1930 года) округа, с 20 февраля 1938 года Полесской, с 8 января 1954 года Гомельской областей.
В 1930 году работали начальная школа, изба-читальня, отделение потребительской кооперации. В 1931 году организован колхоз «Заветы Ленина», работала кузница. Во время Великой Отечественной войны оккупанты в ноябре 1943 года частично сожгли деревню, убили 107 жителей. 18 ноября 1943 года истребительно-противотанковая батарея 41-й отдельной истребительно-противотанковой артиллерийской. бригады, окруженная врагом около деревни, длительное время вела бой (командиру батареи старшему лейтенанту А. Я. Сухорукову присвоено звание Герой Советского Союза). В боях около деревни погибли 150 советских солдат и 2 партизана (похоронены в братской могиле на кладбище). 316 жителей погибли на фронте. Согласно переписи 1959 года в составе колхоза «XXI съезд КПСС» (центр — деревня Красная Дуброва). Расположены комбинат бытового обслуживания, средняя школа, Дом культуры, библиотека, больница, аптека, отделение связи, магазин.
В состав Короватичского сельсовета до середины 1930-х годов входил посёлок Красные Орлы (не существует).

## Население

### Численность
- 2004 год — 395 хозяйств, 836 жителей.

### Динамика
- 1795 год — 20 дворов.
- 1858 год — 51 двор, 496 жителей.
- 1886 год — 97 дворов, 675 жителей.
- 1897 год — 171 двор, 986 жителей (согласно переписи).
- 1908 год — 226 дворов, 1356 жителей.
- 1930 год — 324 двора, 1375 жителей.
- 1959 год — 2137 жителей (согласно переписи).
- 2004 год — 395 хозяйств, 836 жителей.

## Культура
- Дом народного творчества